# فيكتور دومينغيز
فيكتور دومينغيز هو سياسي فلبيني، ولد في 3 مايو 1935، وتوفي في 8 فبراير 2008. انتخب عضو مجلس النواب في الفلبين ‏.